# Weltmeisterschaften im Gewichtheben 2003
Die 16. Weltmeisterschaften im Gewichtheben der Frauen und 73. Weltmeisterschaften im Gewichtheben der Männer fanden vom 14. bis 22. November 2003 in der kanadischen Stadt Vancouver statt. An den von der International Weightlifting Federation (IWF) im Zweikampf (Reißen und Stoßen) ausgetragenen Wettkämpfen nahmen 208 Gewichtheberinnen aus 47 Nationen und 297 Gewichtheber aus 59 Nationen teil.

## Medaillengewinner

### Männer

#### Klasse bis 56 Kilogramm
| Disziplin | Gold      | Gold     | Silber            | Silber   | Bronze            | Bronze   |
| --------- | --------- | -------- | ----------------- | -------- | ----------------- | -------- |
| Reißen    | Wu Meijin | 127,5 kg | Sedat Artuç       | 125,0 kg | Lu Jinbi          | 125,0 kg |
| Stoßen    | Wu Meijin | 160,0 kg | Wang Shin-yuan    | 155,0 kg | Adrian Ioan Jigău | 155,0 kg |
| Zweikampf | Wu Meijin | 287,5 kg | Adrian Ioan Jigău | 277,5 kg | Sedat Artuç       | 277,5 kg |

#### Klasse bis 62 Kilogramm
| Disziplin | Gold        | Gold     | Silber      | Silber   | Bronze      | Bronze   |
| --------- | ----------- | -------- | ----------- | -------- | ----------- | -------- |
| Reißen    | Halil Mutlu | 147,5 kg | Shi Zhiyong | 147,5 kg | Le Maosheng | 135,0 kg |
| Stoßen    | Halil Mutlu | 175,0 kg | Shi Zhiyong | 170,0 kg | Le Maosheng | 170,0 kg |
| Zweikampf | Halil Mutlu | 322,5 kg | Shi Zhiyong | 317,5 kg | Le Maosheng | 305,0 kg |

#### Klasse bis 69 Kilogramm
| Disziplin | Gold           | Gold     | Silber           | Silber   | Bronze         | Bronze   |
| --------- | -------------- | -------- | ---------------- | -------- | -------------- | -------- |
| Reißen    | Zhang Guozheng | 152,5 kg | Arkadiusz Smółka | 152,5 kg | Lee Bae-yeong  | 150,0 kg |
| Stoßen    | Zhang Guozheng | 192,5 kg | Lee Bae-yeong    | 190,0 kg | Əfqan Bayramov | 180,0 kg |
| Zweikampf | Zhang Guozheng | 345,0 kg | Lee Bae-yeong    | 340,0 kg | Turan Mirzəyev | 327,5 kg |

#### Klasse bis 77 Kilogramm
| Disziplin | Gold                       | Gold     | Silber                | Silber   | Bronze             | Bronze   |
| --------- | -------------------------- | -------- | --------------------- | -------- | ------------------ | -------- |
| Reißen    | Li Hongli                  | 162,5 kg | Wjatscheslaw Jerschow | 162,5 kg | Reyhan Arabacıoğlu | 160,0 kg |
| Stoßen    | Mohammad Ali Falahatinejad | 202,5 kg | Mehmet Yılmaz         | 195,0 kg | Reyhan Arabacıoğlu | 195,0 kg |
| Zweikampf | Mohammad Ali Falahatinejad | 357,5 kg | Reyhan Arabacıoğlu    | 355,0 kg | Li Hongli          | 352,5 kg |

#### Klasse bis 85 Kilogramm
| Disziplin | Gold             | Gold     | Silber      | Silber   | Bronze                    | Bronze   |
| --------- | ---------------- | -------- | ----------- | -------- | ------------------------- | -------- |
| Reißen    | Sergo Chakhoyan  | 172,5 kg | Erdal Sunar | 172,5 kg | Aljaksandr Anischtschanka | 172,5 kg |
| Stoßen    | Valeriu Calancea | 215,0 kg | Yuan Aijun  | 212,5 kg | Sergo Chakhoyan           | 205,0 kg |
| Zweikampf | Valeriu Calancea | 382,5 kg | Yuan Aijun  | 382,5 kg | Sergo Chakhoyan           | 377,5 kg |

#### Klasse bis 94 Kilogramm
| Disziplin | Gold            | Gold     | Silber        | Silber   | Bronze          | Bronze   |
| --------- | --------------- | -------- | ------------- | -------- | --------------- | -------- |
| Reißen    | Milen Dobrew    | 185,0 kg | Alexei Petrow | 185,0 kg | Pavel Harkavy   | 182,5 kg |
| Stoßen    | Vadim Vacarciuc | 222,5 kg | Milen Dobrew  | 220,0 kg | Hakan Yılmaz    | 220,0 kg |
| Zweikampf | Milen Dobrew    | 405,0 kg | Hakan Yılmaz  | 400,0 kg | Vadim Vacarciuc | 400,0 kg |

#### Klasse bis 105 Kilogramm
| Disziplin | Gold                 | Gold     | Silber               | Silber   | Bronze           | Bronze   |
| --------- | -------------------- | -------- | -------------------- | -------- | ---------------- | -------- |
| Reißen    | Wladimir Smortschkow | 195,0 kg | Said Saif Asaad      | 195,0 kg | Denis Gotfrid    | 192,5 kg |
| Stoßen    | Alan Zagaew          | 235,0 kg | Bünyamin Sudaş       | 230,0 kg | Gleb Pissarewski | 227,5 kg |
| Zweikampf | Said Saif Asaad      | 422,5 kg | Wladimir Smortschkow | 417,5 kg | Bünyamin Sudaş   | 415,0 kg |

#### Klasse über 105 Kilogramm
| Disziplin | Gold              | Gold     | Silber                | Silber   | Bronze                | Bronze   |
| --------- | ----------------- | -------- | --------------------- | -------- | --------------------- | -------- |
| Reißen    | Jaber Saeed Salem | 210,0 kg | Hossein Rezazadeh     | 207,5 kg | Jewgeni Tschigischew  | 205,0 kg |
| Stoßen    | Hossein Rezazadeh | 250,0 kg | Viktors Ščerbatihs    | 245,0 kg | Welitschko Tscholakow | 242,5 kg |
| Zweikampf | Hossein Rezazadeh | 457,5 kg | Welitschko Tscholakow | 447,5 kg | Viktors Ščerbatihs    | 445,0 kg |

### Frauen

#### Klasse bis 48 Kilogramm
| Disziplin | Gold          | Gold     | Silber            | Silber   | Bronze        | Bronze   |
| --------- | ------------- | -------- | ----------------- | -------- | ------------- | -------- |
| Reißen    | Wang Mingjuan | 90,0 kg  | Isabela Dragnewa  | 85,0 kg  | Nurcan Taylan | 85,0 kg  |
| Stoßen    | Wang Mingjuan | 110,0 kg | Aree Wiratthaworn | 107,5 kg | Rosmainar     | 105,0 kg |
| Zweikampf | Wang Mingjuan | 200,0 kg | Aree Wiratthaworn | 190,0 kg | Nurcan Taylan | 187,5 kg |

#### Klasse bis 53 Kilogramm
| Disziplin | Gold            | Gold     | Silber           | Silber   | Bronze           | Bronze   |
| --------- | --------------- | -------- | ---------------- | -------- | ---------------- | -------- |
| Reißen    | Udomporn Polsak | 100,0 kg | Junpim Kuntatean | 97,5 kg  | Ri Song-hui      | 95,0 kg  |
| Stoßen    | Ri Song-hui     | 127,5 kg | Udomporn Polsak  | 122,5 kg | Junpim Kuntatean | 120,0 kg |
| Zweikampf | Udomporn Polsak | 222,5 kg | Ri Song-hui      | 222,5 kg | Junpim Kuntatean | 217,5 kg |

#### Klasse bis 58 Kilogramm
| Disziplin | Gold       | Gold     | Silber                | Silber   | Bronze            | Bronze   |
| --------- | ---------- | -------- | --------------------- | -------- | ----------------- | -------- |
| Reißen    | Sun Caiyan | 100,0 kg | Patmawati Abdul Hamid | 97,5 kg  | Alexandra Escobar | 92,5 kg  |
| Stoßen    | Sun Caiyan | 125,0 kg | Patmawati Abdul Hamid | 120,0 kg | Maryse Turcotte   | 120,0 kg |
| Zweikampf | Sun Caiyan | 225,0 kg | Patmawati Abdul Hamid | 217,5 kg | Aylin Daşdelen    | 210,0 kg |

#### Klasse bis 63 Kilogramm
| Disziplin | Gold             | Gold     | Silber          | Silber   | Bronze           | Bronze   |
| --------- | ---------------- | -------- | --------------- | -------- | ---------------- | -------- |
| Reißen    | Hanna Bazjuschka | 113,5 kg | Natalija Skakun | 110,0 kg | Liu Xia          | 107,5 kg |
| Stoßen    | Natalija Skakun  | 138,0 kg | Liu Xia         | 137,5 kg | Xiong Meiying    | 135,0 kg |
| Zweikampf | Natalija Skakun  | 247,5 kg | Liu Xia         | 245,0 kg | Hanna Bazjuschka | 240,0 kg |

#### Klasse bis 69 Kilogramm
| Disziplin | Gold         | Gold     | Silber           | Silber   | Bronze           | Bronze   |
| --------- | ------------ | -------- | ---------------- | -------- | ---------------- | -------- |
| Reißen    | Liu Chunhong | 120,0 kg | Walentina Popowa | 117,5 kg | Eszter Krutzler  | 117,5 kg |
| Stoßen    | Liu Chunhong | 150,0 kg | Eszter Krutzler  | 145,0 kg | Walentina Popowa | 140,0 kg |
| Zweikampf | Liu Chunhong | 270,0 kg | Eszter Krutzler  | 262,5 kg | Walentina Popowa | 257,5 kg |

#### Klasse bis 75 Kilogramm
| Disziplin | Gold          | Gold     | Silber              | Silber   | Bronze           | Bronze   |
| --------- | ------------- | -------- | ------------------- | -------- | ---------------- | -------- |
| Reißen    | Nahla Ramadan | 117,5 kg | Şule Şahbaz         | 115,0 kg | Rumyana Petkowa  | 112,5 kg |
| Stoßen    | Nahla Ramadan | 145,0 kg | Slawejka Ruschinska | 140,0 kg | Nadja Schamanska | 135,0 kg |
| Zweikampf | Nahla Ramadan | 262,5 kg | Slawejka Ruschinska | 252,5 kg | Şule Şahbaz      | 242,5 kg |

#### Klasse über 75 Kilogramm
| Disziplin | Gold         | Gold     | Silber         | Silber   | Bronze       | Bronze   |
| --------- | ------------ | -------- | -------------- | -------- | ------------ | -------- |
| Reißen    | Ding Meiyuan | 137,5 kg | Albina Khomich | 130,0 kg | Olha Korobka | 125,0 kg |
| Stoßen    | Ding Meiyuan | 162,5 kg | Albina Khomich | 160,0 kg | Jang Mi-ran  | 157,5 kg |
| Zweikampf | Ding Meiyuan | 300,0 kg | Albina Khomich | 290,0 kg | Olha Korobka | 277,5 kg |

## Doping
Der Turkmene Sänjar Kadyrbergenow (56 kg), der Weißrusse Henadsij Aljaschtschuk (3. Platz 62 kg), der Moldawier Vladimir Popov (5. Platz 62 kg), die Iraker Khalid Himdan (62 kg) und Mohammad Swara (62 kg), der Russe Wladislaw Lukanin (2. Platz 69 kg), der Kasache Dmitri Lomakin (69 kg), der Armenier Geworg Dawtjan (2. Platz 77 kg), der Ukrainer Artem Udachin (2. Platz über 105 kg) sowie die Chinesin Shang Shichun (1. Platz 75 kg) und die Ungarin Ilona Dankó (75 kg) wurden wegen Dopings disqualifiziert.